# K-911

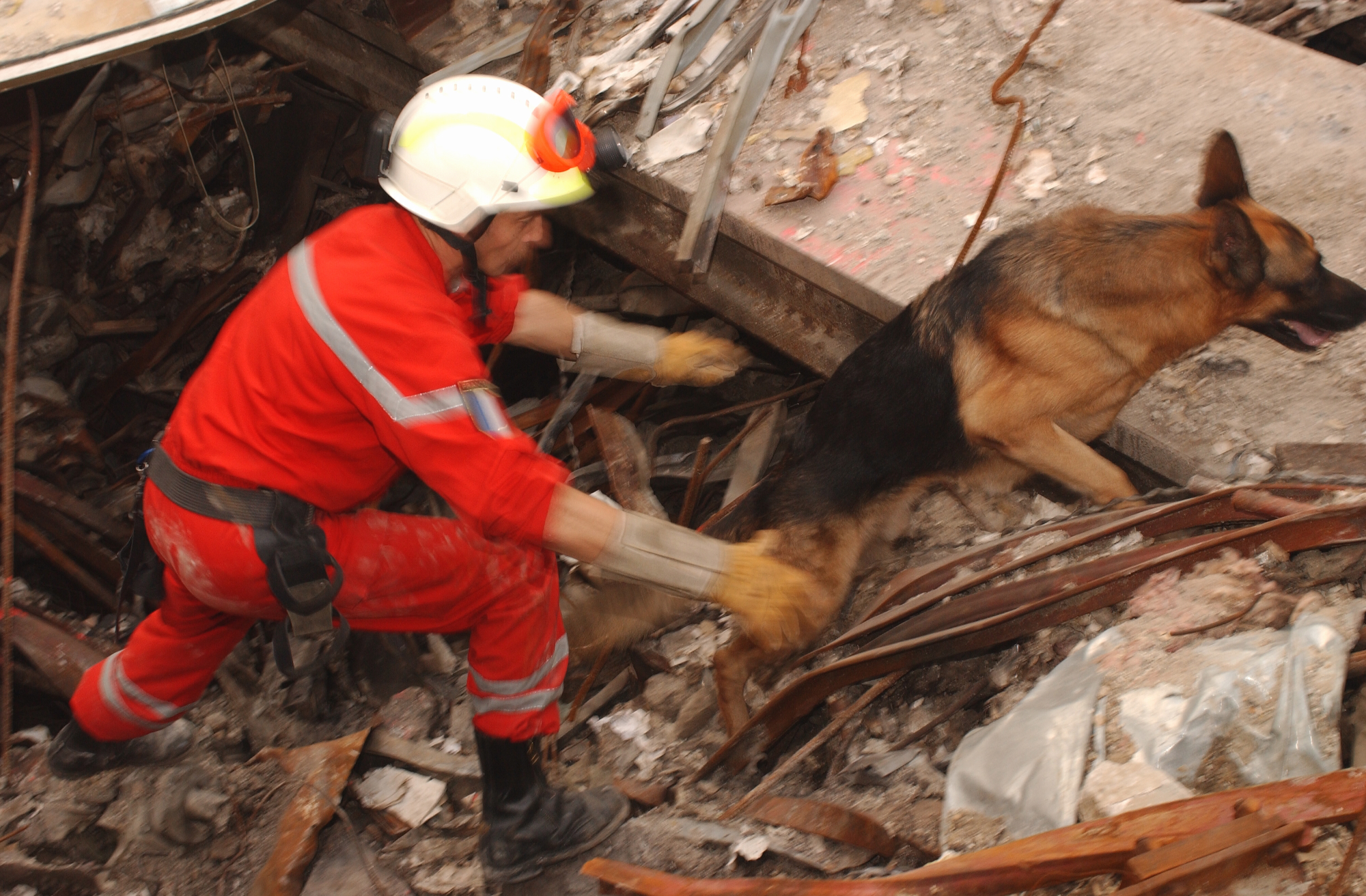
Miembro de la fuerza de tarea de búsqueda y rescate urbano francés, junto a su perro K9.

K-911 (Superagente K-911 en España y México, y Canino II en Argentina) es una película para video del ámbito de la comedia cinematográfica dirigida por Charles T. Kanganis y protagonizada por Jim Belushi y Christine Tucci.

## Argumento
El famoso detective de Los Ángeles, Dooly, y su inseparable compañero Jerry Lee, un pastor alemán, siguen siendo los mejores del servicio de policía. Sin embargo, Jerry ya se está haciendo mayor y, durante una persecución él no puede aguantar el ritmo de un pistolero. Por ello los superiores de Dooly consideran retirarlo del servicio activo. No obstante, tras tantos años como compañeros Dooly no soporta la idea de que su viaje con Jerry ha terminado, mientras que él ahora tiene que entendérselas también con un Dóberman llamado Zeus y su nueva entrenadora.

## Reparto
| Actor               | Papel          |
| ------------------- | -------------- |
| Jim Belushi         | Michael Dooley |
| Christine Tucci     | Sargento Wells |
| James Handy         | Capitán Byers  |
| Wade Williams       | Devon Lang     |
| J. J. Johnston      | Fat Tommy      |
| Joe Palese          | Oficial Perry  |
| Scotch Ellis Loring | Phil Cage      |

## Producción
Como la primera entrega Superagente K9 (1989) tuvo éxito comercial, se hizo luego también esta secuela 10 años más tarde, en la que el actor James Belushi vuelve a retomar su papel y en la que los mismos guionistas de Superagente K9 volvieron a escribir el guion al respecto.

## Recepción
En el presente, la película para vídeo ha sido valorada en portales cinematográficos y por críticos profesionales. En IMDb, con aproximadamente 4900 votos registrados, la película obtiene una media ponderada de 5,6 sobre 10. En Rotten Tomatoes los críticos profesionales, 6 en total, le dieron un 4,7 de 10, mientras que los más de 5000 votos registrados allí le dieron una valoración de 3,2 de 5.